# Creta (mitologia)
Na mitologia grega, Creta pode referir-se a várias figuras, todas estando associadas com a homônima ilha de Creta, e podem ter sido consideradas ser epônimos:
- Filha de Astério, que casou com Minos;[1]

- Possível mãe de Pasífae com Hélio;[2]

- Mãe de Deucalião (filho de Minos), irmã de Idomeneu e meia-irmã de Molo;[3]

- Filha de um dos curetes cretenses, que se casou com Amom. Ela foi atualmente dita como tendo dado seu nome a ilha de Creta, que havia sido chamada anteriormente de Ideia.[4]